# Aalbek (Hemmelsdorfer See)
Die Aalbek, vereinzelt auch Aalbeek, ist ein Fluss in den Gemeinden Ratekau und Timmendorfer Strand im Kreis Ostholstein in Schleswig-Holstein. Sie hat ihren Ursprung im Ruppersdorfer See, durchfließt den Hemmelsdorfer Sees sowie die Aalbeek-Niederung  und mündet im Niendorfer Hafen in die Ostsee.

## Verlauf
Die Aalbek entwässert den nordöstlich von Ratekau gelegenen Ruppersdorfer See in Richtung Osten. Nach etwa 2 km erreicht sie den südwestlichen Teil des Hemmelsdorfer Sees, den sie an seinem nördlichen Ende zusammen mit der
etwas östlich parallel verlaufenden Twerbek (auch Querbek oder Dwebeek genannt) wieder verlässt und dann die Aalbeek-Niederung durchquert. Aalbek und Twerbek vereinigen sich nach etwa 1500 m (⊙). Rund 550 m östlich der Aalbek bzw. 200 m östlich der Twerbek befinden sich die Reste der Burg Gosevelde. Nach weiteren knapp 2 km mündet die Aalbek am westlichen Ortsrand von Niendorf im Niendorfer Hafen in die Ostsee.
Das von der Aalbek durchflossene Naturschutzgebiet, die Aalbeek-Niederung liegt im Durchschnitt nur auf 0,3 m ü. NN. Sie ist eine Verlandungsniederung einer ehemaligen, nach der letzten Kaltzeit (Weichseleiszeit) entstandenen Förde.

## Wasserstände

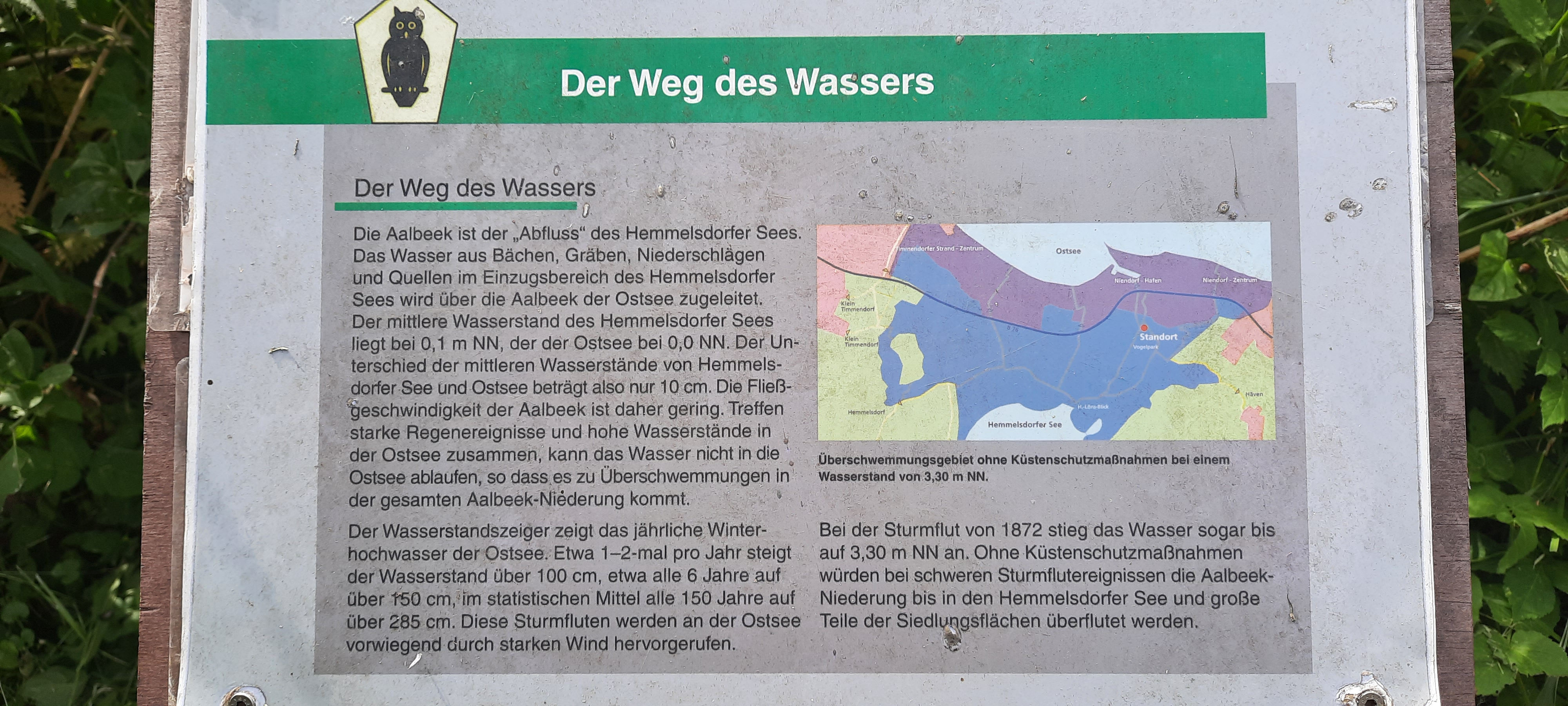
Info-Tafel zur Flutstele der Hochwasserstände an der Aalbeek

Der mittlere Wasserstand des Hemmelsdorfer Sees liegt bei 0,1 m ü. NN, der an der Ostsee bei 0 m ü. NN, womit der Unterschied der mittleren Wasserstände nur 10 cm beträgt. Die Fließgeschwindigkeit der Aalbek ist daher gering. Treffen starke Regenereignisse mit hohem Wasserstand der Ostsee zusammen, kann das Wasser nicht in die Ostsee abfließen. In der Folge kommt es zur Überschwemmung in der gesamten Aalbeek-Niederung. Das Winterhochwasser in der Ostsee führt etwa 1-2-mal im Jahr zu einem Wasserstand von 1 m ü. NN, etwa alle 6 Jahre auf über 1,50 m und alle 150 Jahre auf über 2,85 m. Bei der Sturmflut von 1872 stieg das Wasser auf über 3,30 m (siehe auch nebenstehende Informationstafel an der Aalbek).
Im Oktober 2009 wurde an dem Wehr im Niendorfer Hafen, wo die Aalbek in den Hafen übertritt, ein Pumpwerk mit einer Pegelsteuerung installiert, das der Hochwasserentlastung der Aalbek-Niederung dienen soll. Bei Wasserständen in der Ostsee, die über dem Niveau der Aalbek liegen, wird das Wasser der Aalbek in die Ostsee gepumpt. Der Anschaltpunkt des Pumpfwerks erfolgt automatisch und ferngesteuert durch die Wasserbehörde des Kreises. Bei der Überflutung der Aalbeek-Niederung und der Aalbek-Siedlung im Januar 2018 kam die Pumpe nicht zum Einsatz, da der Einschaltpunkt der Pumpe über dem damaligen Hochwasserstand der Aalbek lag.

### Überflutung der Aalbek-Siedlung am 19. Februar 2022
Am Samstag, den 19. Februar 2022 kam es zur Überflutung der Aalbek-Siedlung. Große Regenmengen der letzten Tage hatten den Wasserstand des Hemmelsdorfer Sees stark ansteigen lassen. Der Hemmelsdorfer See nimmt das Oberflächenwasser etlicher Quadratkilometer Fläche auf und entwässert es über die Aalbek und den Niendorfer Hafen in die Ostsee. Gleichzeitig kam es in der Sturmnacht von Freitag auf Samstag zu einem hohen Wasserstand in der Ostsee, so dass das Wasser aus der Aalbek nicht abfließen konnte. Durch den Einsatz von mehreren Hochleistungspumpen des THW wurde das Wasser in der Aalbeek-Siedlung in die Aalbek und das Wasser von der Aalbek in den Niendorfer Hafen mit maximal 85 m³ pro Minute gepumpt.

## Zuwegung

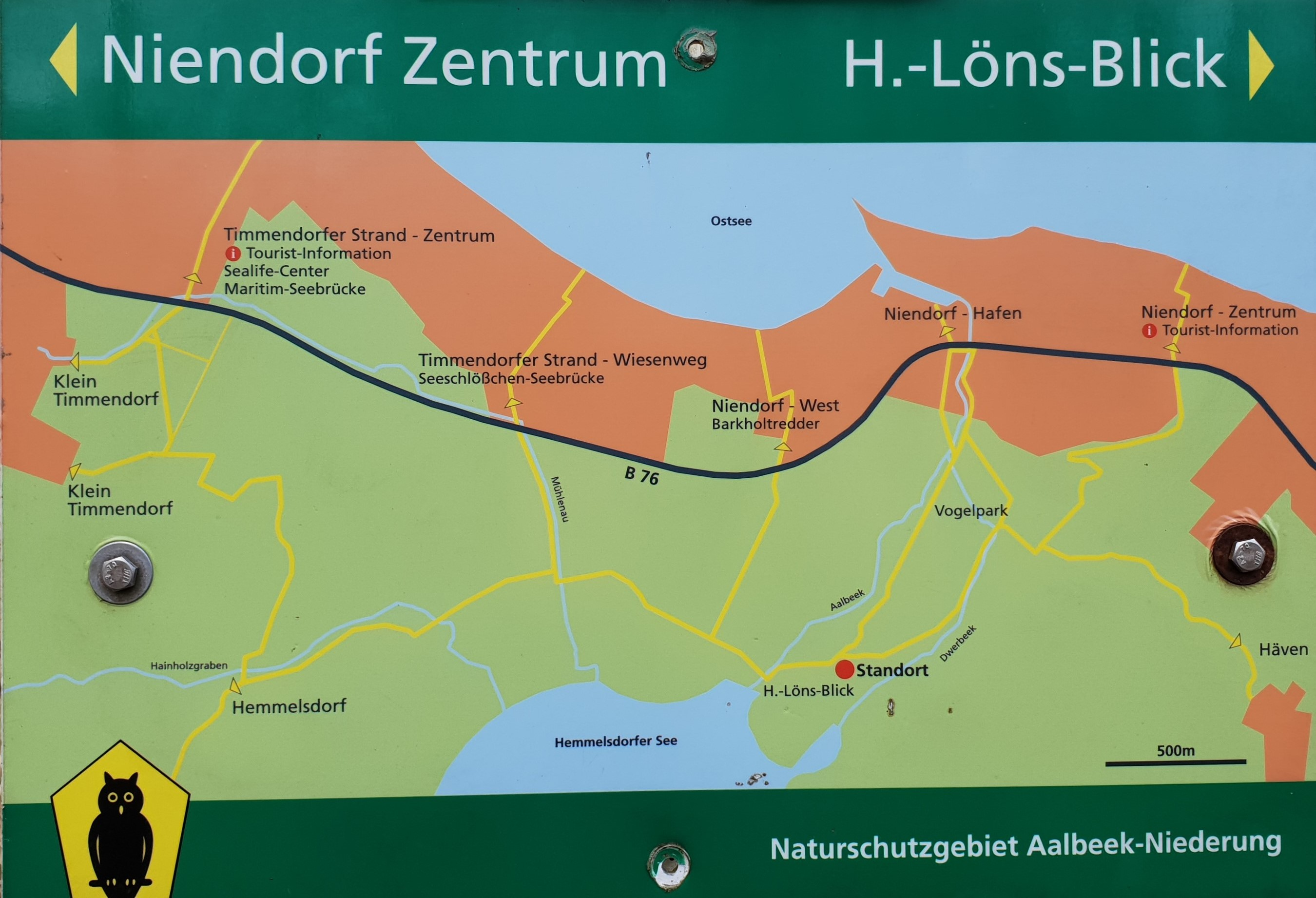
Wanderwege in der Aalbeek-Niederung

Durch die Niederung führen mehrere Wanderwege, unter anderem vom Parkplatz des in der Nähe gelegenen Vogelparks Niendorf. Nahe dem Ufer des Hemmelsdorfer Sees befindet sich der Hermann-Löns-Blick (⊙), ein Aussichtsturm, der dem Besucher einen weiten Rundblick über die Landschaft eröffnet.
Am Herman-Löns-Turm wird die Aalbek von der knapp 80 Meter langen Pionierbrücke überquert. Mit dem Übergabedatum vom 31. März 1959 gab es bereits die Pionierbrücke über die Aalbek. Im Dezember 2021 wurde die im Jahre 2007 erbaute Brücke aufgrund des schlechten und maroden Zustandes voll gesperrt. Nach etwa eineinhalb Jahren Bau- und Stillstandszeit wurde sie am 8. Juni 2023 wieder zur Nutzung freigegeben. Ihre Nutzungszeit wird mit 30 bis 40 Jahre angegeben. Die neue Brücke ist 78,5 Meter lang und 2,60 Meter breit und der Holzbohlenbelag zehn Zentimeter stark. Insgesamt wurden zirka 42,5 Kubikmeter heimisches Eichenholz aus dem Segeberger Forst und aus Mecklenburg-Vorpommern verbaut. Zusätzlich wurden 36 Pfahlköpfe aus Eichenholz, die nicht mehr tragfähig waren, erneuert.

## Bilder

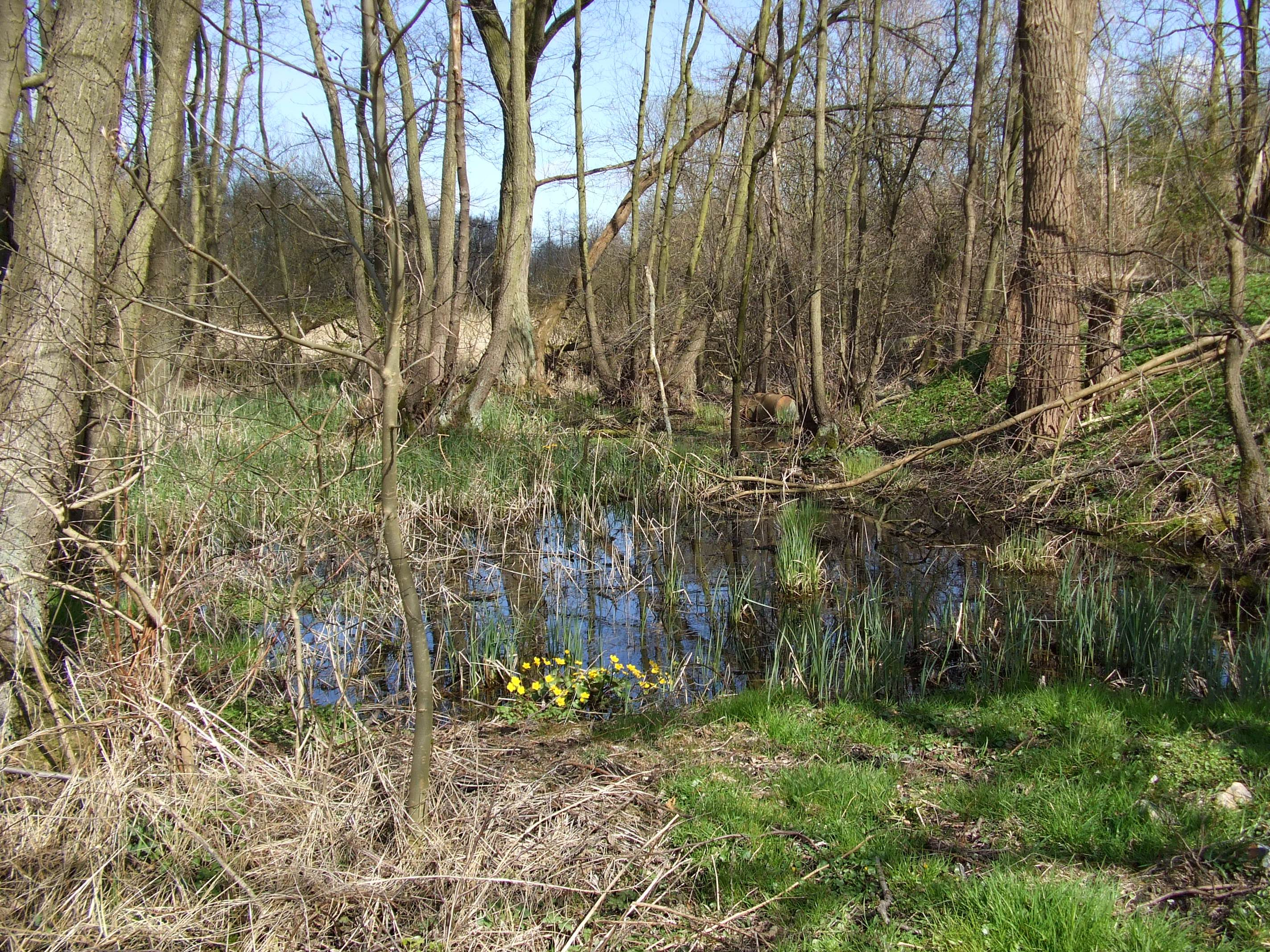
Aalbek-Niederung im Frühjahr mit Sumpfdotterblumen im Vordergrund
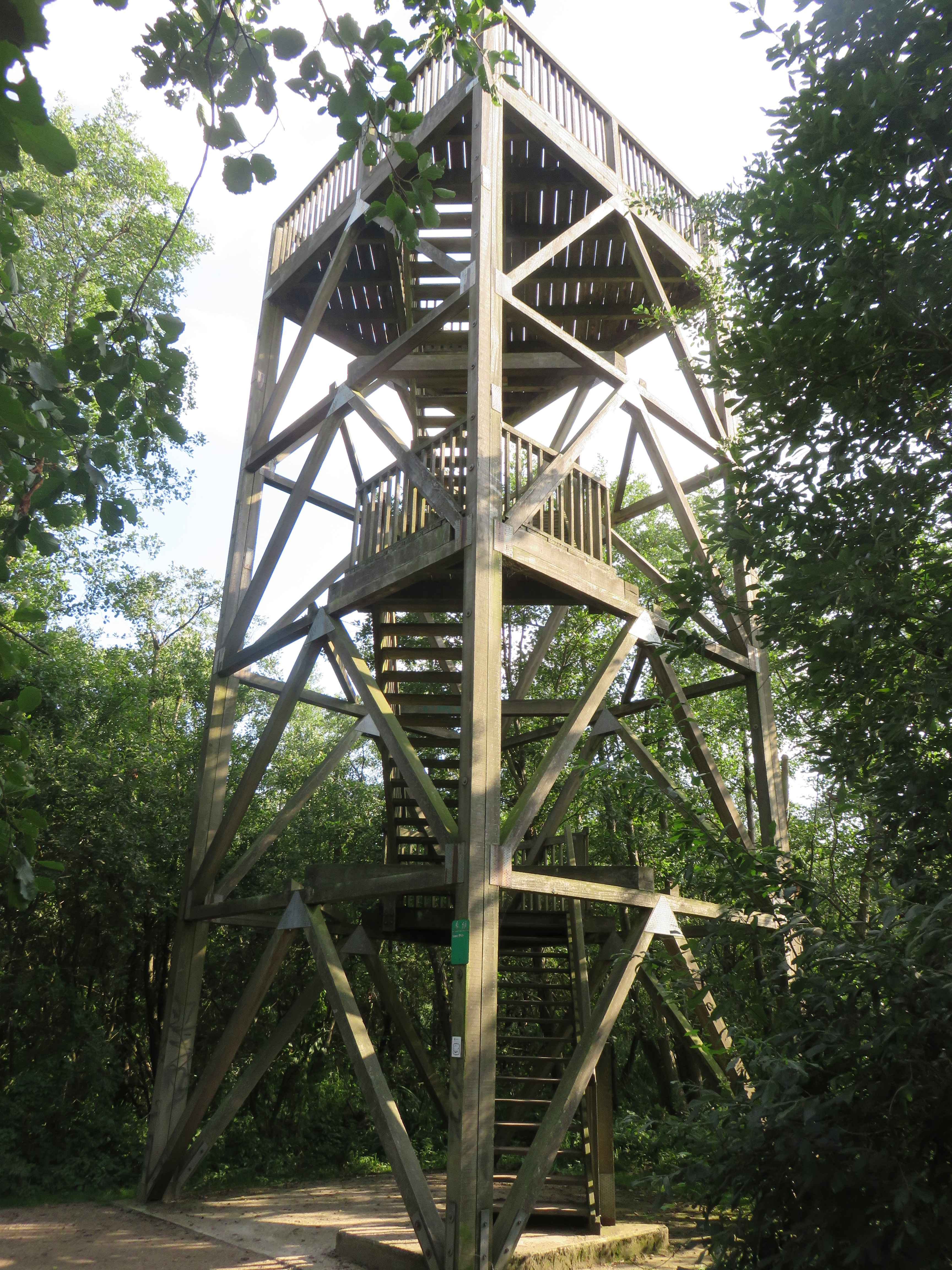
Aussichtsplattform Hermann-Löns-Blick
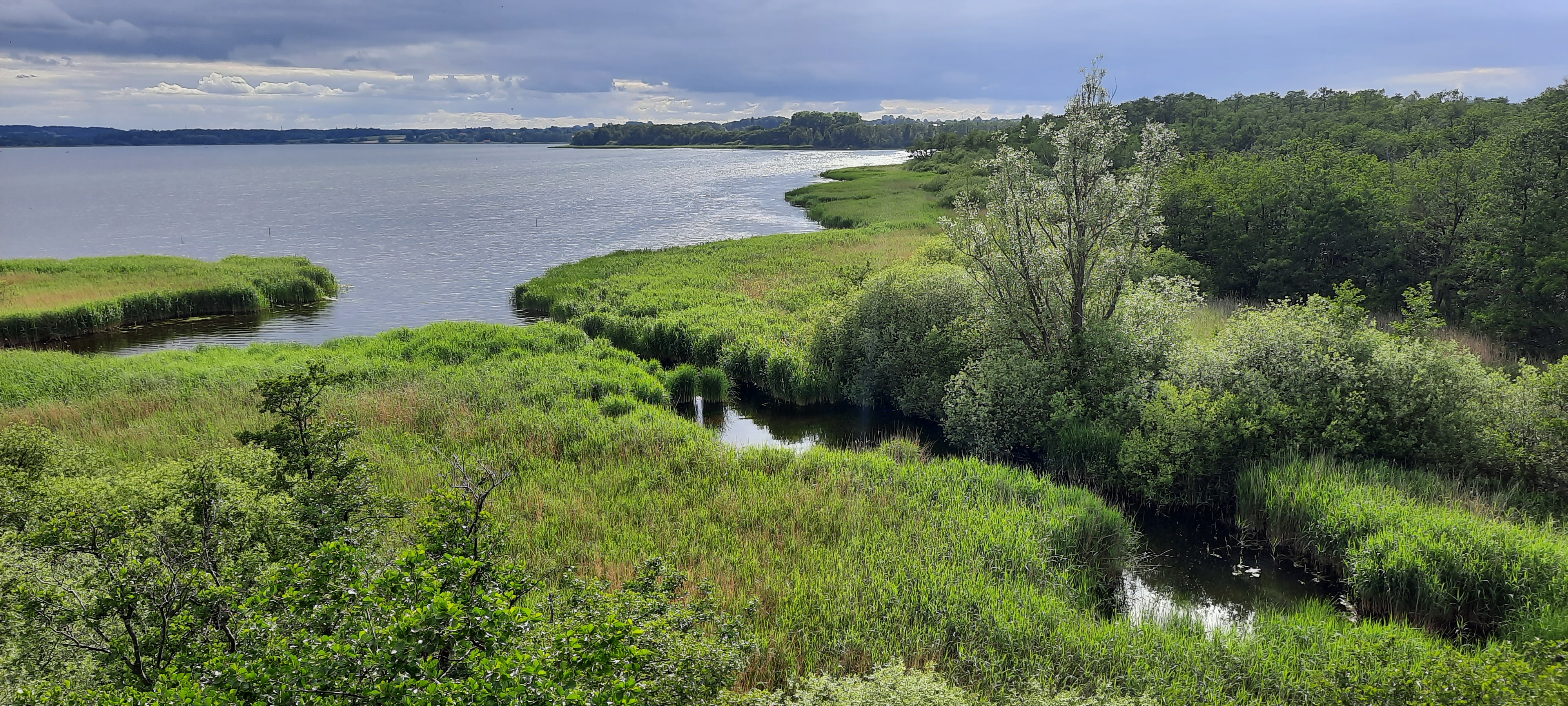
Blick von der Aussichtsplattform Hermann-Löns-Blick auf den Hemmelsdorfer See und den Abfluss in die Aalbek
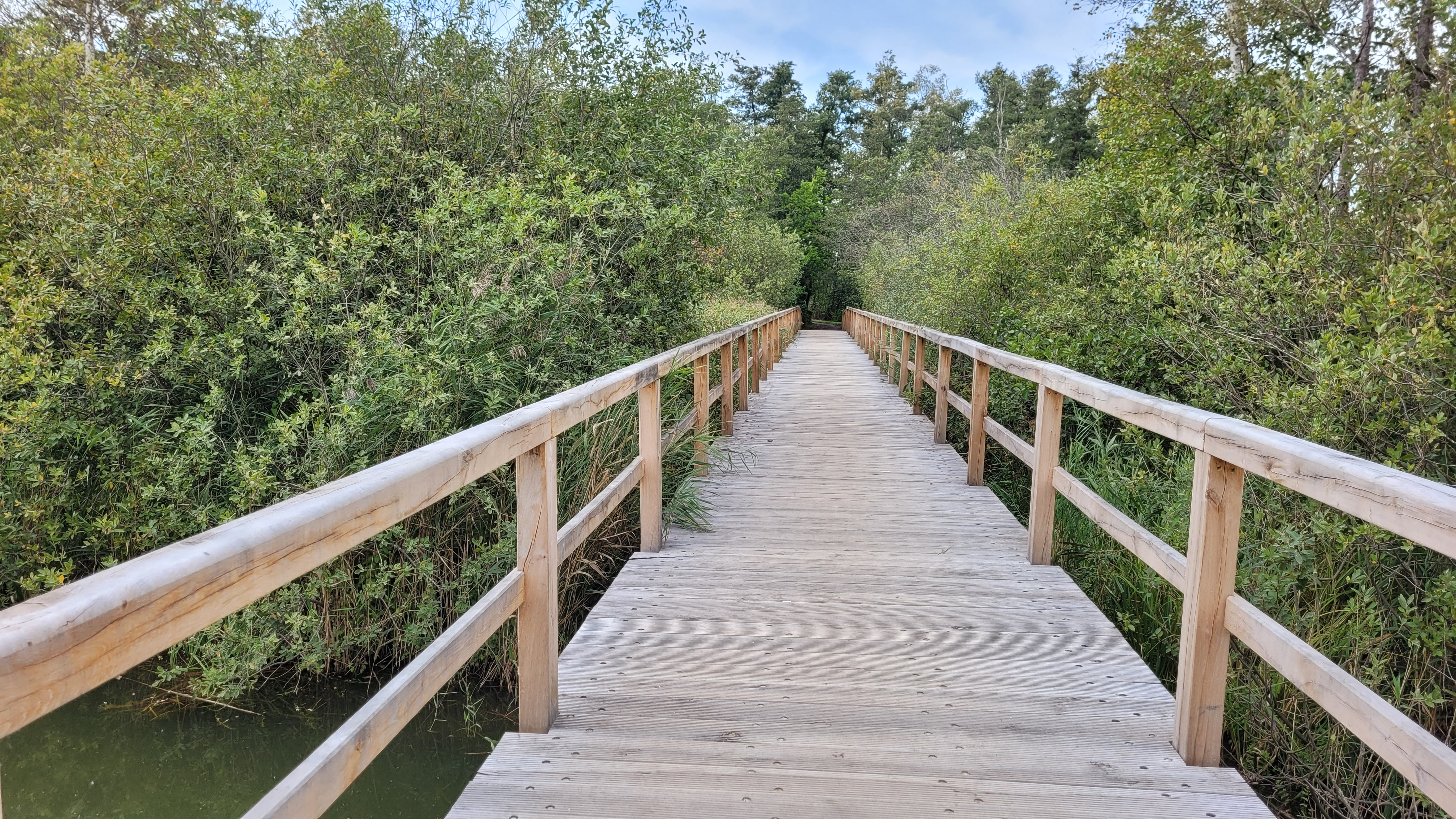
Pionierbrücke über die Aalbek, September 2023